# Kadapa
Kadapa (Telugu కడప; früher anglisierend Cuddapah) ist eine Großstadt im Distrikt YSR im südindischen Bundesstaat Andhra Pradesh.

## Lage
Kadapa liegt unweit des Flusses Pennar gut 250 km (Fahrtstrecke) nordwestlich von Chennai am Rande der Palakonda-Hügel in einer Höhe von ca. 138 m. Die nationale Fernstraße NH 18 (Kurnool–Chittoor) führt durch Kadapa. Der Flughafen Kadapa wurde am 7. Juni 2015 für den Flugverkehr geöffnet. Das Klima ist eher trocken; Regen (ca. 605 mm/Jahr) fällt hauptsächlich in den sommerlichen Monsunmonaten.

## Bevölkerung
Ca. 65 % der Bevölkerung sind Hindus, gut 31 % sind Muslime und knapp 2 % sind Christen; weniger als 2 % gehören einer anderen oder gar keiner Religion an. Der männliche Bevölkerungsanteil ist nur geringfügig höher als der weibliche.

## Geschichte
Die Geschichte der Stadt reicht bis ins 2. Jahrhundert v. Chr. zurück. Im Mittelalter geriet sie unter die Kontrolle der Pallava- und der Chola-Dynastie; im 16. und 17. Jahrhundert herrschte zeitweise das Vijayanagar-Reich. Bis zu Ankunft der Briten im späten 18. Jahrhundert dominierte eine Nawab-Dynastie den Ort. Unter den Briten, vor allem aber nach der Unabhängigkeit Indiens (1947) erlebte die Stadt ein beachtliches Bevölkerungswachstum.
Die 1868 gegründete Municipality ist eine der ältesten in der Region Rayalaseema.